# مارتینز (کالیفرنیا)

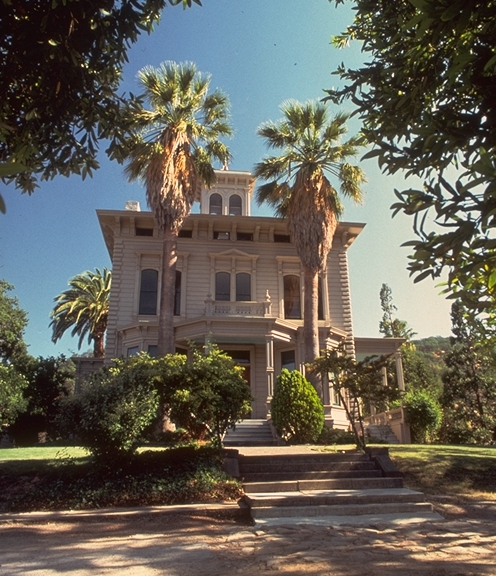
خانهٔ جان موییر

مارتینز (به انگلیسی: Martinez) بخشداری شهرستان کنترا کوستا در کالیفرنیا، آمریکا می‌باشد. مطابق با سرشماری سال ۲۰۰۰ جمعیت این شهر معادل ۳۵٬۸۶۶ می‌باشد. این شهر به علت داشتن خانه‌های قدیمی محافظت شده‌اش معروف می‌باشد.
مارتینز در قسمت جنوبی تنگه کارکوئینز در منطقهٔ خلیج سانفرانسیسکو و روبروی شهر بنیسیا واقع شده‌است. مارتینز در اسپانیایی به معنی «پسر مارتین» می‌باشد و معادل نام خانوادگی «مارتینسون» در انگلیسی می‌باشد.
مارتینز خانهٔ جان موییر از سال ۱۸۸۰ تا زمان مرگش در سال ۱۹۱۴ بوده‌است. او در یک مایلی جنوی خانه‌ای که اکنون اثر تاریخی ملی جان موییر می‌باشد دفن شده‌است.